# Anja Meulenbelt
Anja Henriëtte Meulenbelt, född 6 januari 1945 i Utrecht, är en nederländsk journalist och författare.
Meulenbelt var den mest framträdande personen inom andra vågens feminism i Nederländerna. Hon har skrivit bland annat Feminisme en socialisme (1976; "Feminism och socialism"), den självbiografiska romanen De schaamte voorbij (1976; "Skammen förbi”", handboken om kvinnlig sexualitet Voor onszelf (1979; "Till oss själva") samt romanerna Alba (1984) och Een kleine moeite (1985; "Inget större besvär").